# Sepedon edwardsi
Sepedon edwardsi är en tvåvingeart som beskrevs av Steyskal 1956. Sepedon edwardsi ingår i släktet Sepedon och familjen kärrflugor.
Artens utbredningsområde är Kenya. Inga underarter finns listade i Catalogue of Life.